# Eromanga
Eromanga est une petite localité du comté de Quilpie dans le sud-ouest du Queensland, en Australie,.
La ville se trouve au bord de ce qu'on appelle la mer intérieure d'Eromanga (en), qui existait au début du Crétacé[réf. nécessaire].
La région d'Eromanga possède d'abondants puits de pétrole et mines d'opale. Il existe également des industries agricoles telles que le bétail et les moutons, car de nombreux propriétaires pionniers sont venus et ont pris des terres dans les années 1860. Des fossiles de dinosaures, dont le plus grand dinosaure d'Australie, un titanosaure, ont également été trouvés ici, ce qui en fait une zone d'intérêt pour les paléontologues. Il est situé sur l'ancien territoire des Ngandangara (en).

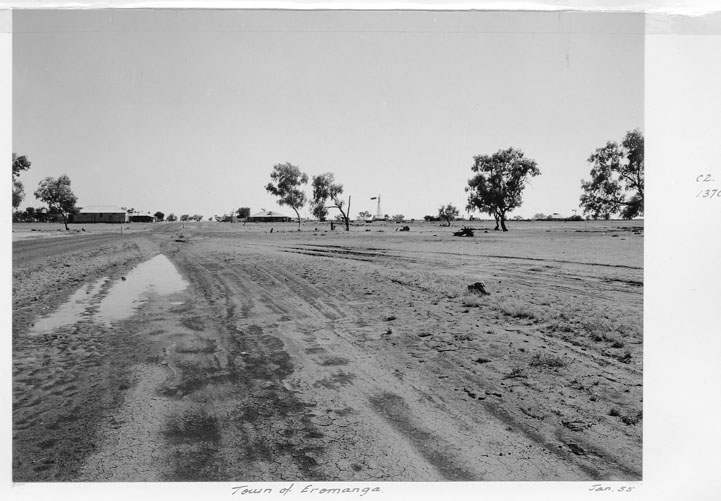
Eromanga en 1955.

Eromanga a été présentée comme la ville d'Australie la plus éloignée de tout océan[réf. nécessaire].